# Nicu Ojog
Nicu Samuel Ojog (...) è un lottatore rumeno, specializzato nella lotta greco-romana.

## Biografia
Agli europei di Budapest 2022 si è laureato campione continentale nella categoria -87 kg, perdendo in finale contro il danese Turpal Bisultanov.

## Palmarès
| Anno | Manifestazione | Sede       | Evento | Risultato | Note |
| ---- | -------------- | ---------- | ------ | --------- | ---- |
| 2018 | Europei U23    | Istanbul   | 82 kg  | 7º        |      |
| 2018 | Mondiali U23   | Bucarest   | 82 kg  | Argento   |      |
| 2019 | Mondiali       | Nur-Sultan | 87 kg  | 38º       |      |
| 2019 | Mondiali U23   | Budapest   | 87 kg  | 22º       |      |
| 2021 | Europei U23    | Skopje     | 87 kg  | 17º       |      |
| 2022 | Europei        | Budapest   | 87 kg  | Argento   |      |